# Nomokanon

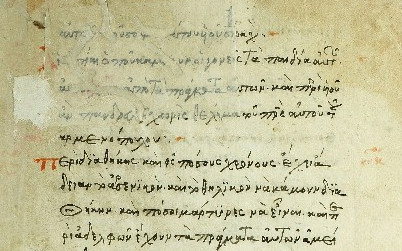
Początek Nomokanonu w średniowiecznym rękopisie bizantyjskim.

Nomokanon (gr. Νομοκανών), także Nomokanon Czternastu Rozdziałów – bizantyjski zbiór przepisów prawa kościelnego, który ukształtował podstawę prawa kanonicznego w Kościołach prawosławnych. Odegrał też pewną rolę przy formowaniu prawa kanonicznego Kościoła katolickiego. Powstawał między VI a IX wiekiem, a ostateczną formę przyjął w roku 883. Był podstawą dla Księgi kormczej w słowiańskich Kościołach prawosławnych.

## Okoliczności powstania
Ułożenie Nomokanonu przypisuje się patriarsze Konstantynopola Janowi III Scholastykowi (565 – 577). Miał to zrobić za panowania Justyniana I, jak i w latach bezpośrednio po śmierci cesarza. Pod koniec VI wieku pojawił się anonimowy zbiór, podobny do dzieła Jana Scholastyka, ale podzielony na czternaście rozdziałów. Anonimowy autor znał dzieło zachodniego mnicha Dionizego Exiguusa (zm. 555), autora pierwszego łacińskiego zbioru kanonów i przejął od niego afrykański kodeks kanoniczny, który pod nazwą kanonów synodu kartagińskiego, cieszył się w Bizancjum wielkim autorytetem. Dzieła Jana Scholastyka i anonimowego autora zostały połączone w następnych stuleciach. Nomokanon ostateczną formę przyjął w roku 883, przypuszczalnie pod nadzorem patriarchaty Focjusza. W tej redakcji dodano jeszcze kilka tekstów.

## Zawartość
Nomokanon obejmuje następujące teksty, podzielone w dziele według tematów.

### Kanony apostolskie
Wczesny zbiór osiemdziesięciu pięciu reguł dyscyplinarnych, który w pierwszej połowie IV wieku stanowił standardowy tekst kanoniczny w Syrii. Jego treść pod wieloma względami i odzwierciedla praktyki okresu przednicejskiego, ale z pewnością nie ma genezy autentycznie apostolskiej. Krótszy zbiór (pięćdziesięciu kanonów), który przełożył na łacinę Dionizy Exiguus (koniec V wieku), rozpowszechnił się szeroko na Zachodzie. Wprowadzenie całej serii tych osiemdziesięciu pięciu kanonów do prawa Kościoła konstantynopolitańskiego było dziełem patriarchy Jana III Scholastyka (565-577) i zostało zaaprobowane przez Sobór in Trullo w 692 roku. Różnica między krótszym a dłuższym zbiorem odegrała pewną rolę w polemikach między kościołami Wschodnim a Zachodnim.

### Kanony soborów powszechnych
- Nicea (rok 325) – 20 kanonów.
- Konstantynopol I (rok 381) – 7 kanonów.
- Efez (rok 431) – 8 kanonów.
- Chalcedon (rok 451) – 30 kanonów.
- Sobór in Trullo (rok 692) – 102 kanony.
- Nicea II (rok 787) – 22 kanony.

### Kanony lokalnych synodów
- Ankyra (rok 314) – 25 kanonów.
- Neocezarea (lata 314–325) – 15 kanonów.
- Antiochia (rok 341) – 25 kanonów.
- Sardyka (343) – 20 kanonów.
- Gangra (pierwsza połowa IV wieku) – 21 kanonów.
- Laodycea (IV wiek?) – 60 kanonów.
- Konstantynopol (rok 394) – 1 kanon.
- Kartagina (rok 419) – 133 (niekiedy 147) kanony.
- Konstantynopol (lata 859–861) – 17 kanonów.
- Konstantynopol (lata 879–880) – 3 kanony.

### Kanony świętych ojców
Teksty patrystyczne, w większości okazyjne listy lub autorytatywne odpowiedzi przesyłane poszczególnym osobom. W Nomokanonie cytowani są następujący autorzy: Dionizy z Aleksandrii (zm. 265), Grzegorz z Neocezarei (zm. 270), Piotr z Aleksandrii (zm. 311), Atanazy z Aleksandrii (zm. 373), Bazyli z Cezarei (zm. 379), Grzegorz z Nyssy (zm. 395), Grzegorz z Nazjanzu (zm. 389), Amfiloch z Ikonium (zm. 395), Tymoteusz z Aleksandrii (zm. 355), Teofil z Aleksandrii (zm. 412), Cyryl z Aleksandrii (zm. 444) oraz Gennadios I z Konstantynopola (zm. 471).
Późnośredniowieczne rękopisy bizantyjskie zawierają również teksty patriarchów Konstantynopola: Tarazjusza (zm. 809), Jana Postnika (zm. 595), Nicefora (zm. 818) i Mikołaja III (1084 – 1111).

## Znaczenie
Nomokanon stał się fundamentem bizantyjskiego prawa kanonicznego i służył jako punkt wyjścia dalszym komentarzom kanonicznym i prawniczym. Został przyjęty przez inne Kościoły prawosławne, a w późnym średniowieczu stał się podstawą dla Księgi kormczej, słowiańskiego zbioru kanonów prawosławnych w jego różnych wersjach.
Obfita bizantyjska literatura kanoniczna omawiała problemy wyłaniające się z kanonów. Nomokanon i komentarze do niego stanowią jedno z głównych źródeł pozwalających zrozumieć bizantyjską eklezjologię średniowieczną, której skądinąd nie objaśniano w jakiś systematyczny sposób.